# Wilczysko

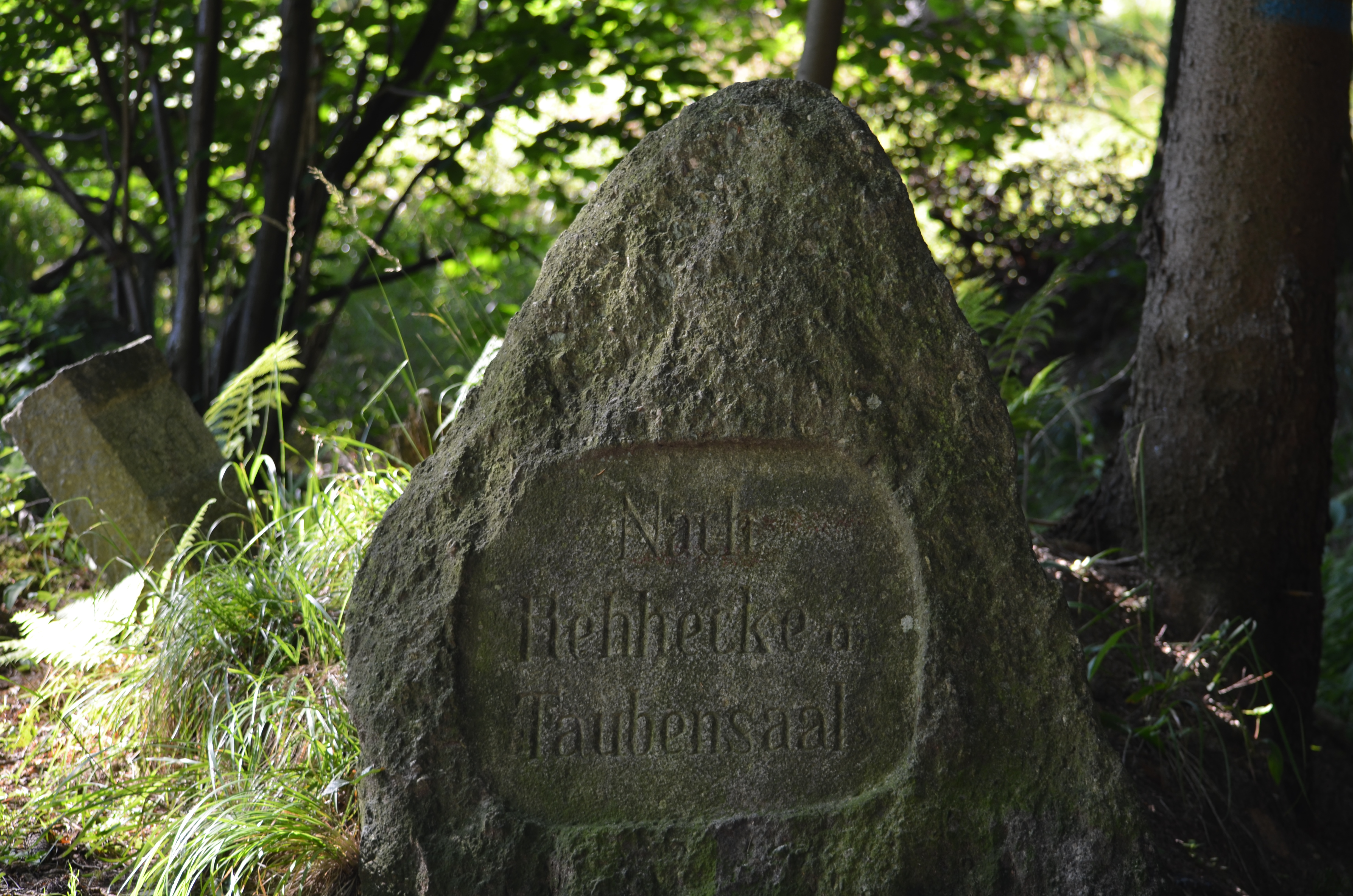

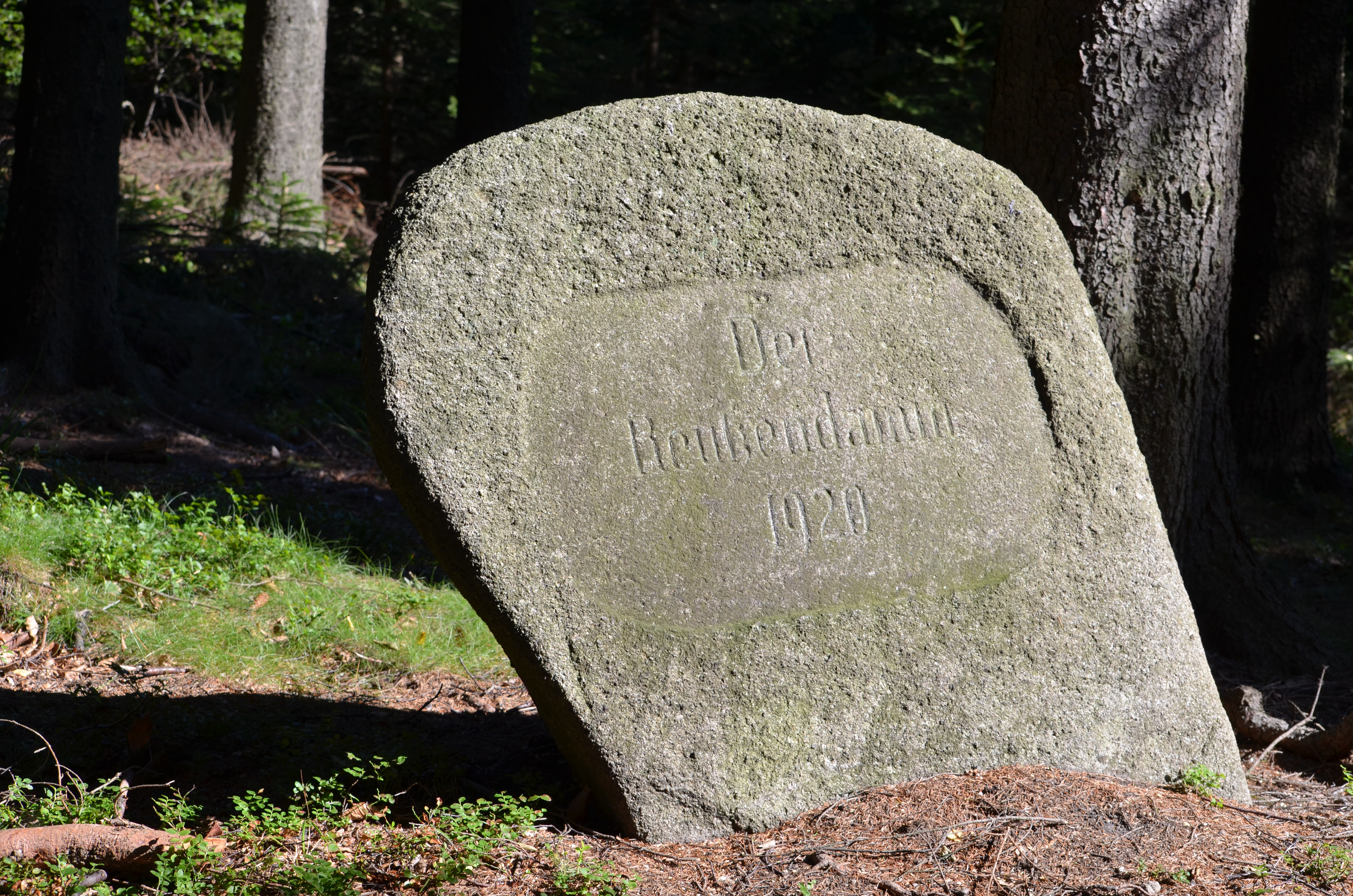
Wilczysko-drogowskaz

Wilczysko (niem. Wolfsberg, 790 m n.p.m.) – wzniesienie w południowo-zachodniej Polsce, w Sudetach Zachodnich, w Rudawach Janowickich.

## Położenie
Wzniesienie położone jest w Sudetach Zachodnich, w południowo-zachodniej części Rudaw Janowickch, w masywie Skalnika, na zachód od jego południowego wierzchołka. Znajduje się w bocznym ramieniu, odchodzącym od szczytu Skalnika w kierunku zachodnim. W ramieniu tym znajdują się ponadto: Średnica, Bukowa, Parkowa i Brzeźnik. Na północnym zachodzie, poprzez bezimienną przełęcz, Wilczysko łączy się z Gruszkowską Górą.

## Charakterystyka
Wzniesienie nie stanowi wybitnego szczytu, a raczej spłaszczenie grzbietu, niezbyt dobrze rozpoznawalne w terenie.

## Budowa geologiczna
Zbudowane z waryscyjskich granitów karkonoskich. Na zachodnim zboczu wzniesienia, poniżej szczytu, znajdują się niewielkie skałki "Skarbczyk".

## Roślinność
Cały szczyt i zbocza porasta las świerkowy, częściowo zniszczony w wyniku klęski ekologicznej.

## Ochrona przyrody
Wzniesienie położone jest na terenie Rudawskiego Parku Krajobrazowego.

## Turystyka
Na północ od szczytu prowadzą szlaki turystyczne:
- czerwony – fragment  Głównego Szlaku Sudeckiego prowadzącego z Mysłakowic przez Bukowiec na szczyt Skalnika i dalej
- żółty – fragment szlaku prowadzący z Karpnik na szczyt Skalnika i dalej

Zbocza poniżej szczytu trawersuje kilka leśnych dróg i ścieżek.